# Герхард III (Холщайн-Рендсбург)
Герхард III Велики (на немски: Gerhard III, Der Große, „de groote Gert“; на датски: Gerhard 3, Grev Gert eller Den kullede (skaldede) greve; * 1293; † 1 април 1340, Ранерс, Източен Ютланд) от Рендсбургската линия на Дом Шауенбург, е граф на Холщайн-Рендсбург от (1304 – 1340) и херцог на Шлезвиг (1326 – 1329). Той играе важна роля във вътрешната политика на Дания.

## Живот
Герхард III е големият син и последник на първия граф на Холщайн-Рендсбург Хайнрих I (1258 – 1304) и Хайлвиг фон Бронкхорст (1265-сл. 1324), дъщеря на граф Флорис фон Бронкхорст (1222 – 1290).
След смъртта на баща му през 1304 г. Герхард става граф на Холщайн-Рендсбург, а братовчед му Йохан III управлява Холщайн-Кил.
През 1326 г. Герхард успява да постави на кралския трон малкия си племенник Валдемар III Датски (1314 – 1364), син на по-малката му сестра Аделхайд († януари 1350) и херцог Ерих II от Шлезвиг (1288 – 1325). На 15 август 1326 г. Валдемар му дава, като пръв от Шауенбургите, Херцогство Шлезвиг. Граф Герхард е опекун на Валдемар. Когато Валдемар загубва кралския трон през 1330 г. той взема сам титлата херцог на Шлезвиг.
Герхард остава един от най-могъщите личности в Дания и Шлезвиг. След смъртта на крал Кристоф II през 1332 г. той сам взема управлението на Ютланд и Фюн, а Йохан запазва остатъка. Опозицията на благородниците нараства и започват селски въстания. Благородниците, които дотогава го подкрепят, искат да поставят на трона Валдемар IV (1320 – 1375), най-малкият син на крал Кристоф II. През 1340 г. Герхард III е убит от датския рицар Нилс Ебезен († 1340).

## Фамилия
Герхард III се жени за София фон Верле († 1339), дъщеря на Николаус фон Верле († 1316) и Рихса от Дания († 1308), дъщеря на датския крал Ерик V († 1286). С нея той има децата:
- Хайнрих II (1317 – 1384), граф на Холщайн-Рендсбург от 1340 до 1384 г. и херцог на Южен Шлезвиг
- Николаус (1321 – 1397), граф на Холщайн-Рендсбург
- Адолф (* ок. 1330)
- Елизабет (1340 – 1402), абатиса в Елтен